# Luan Fiuza
Luan Felipe Fiuza (Curitiba, 2 agosto 1998) è un giocatore di calcio a 5 brasiliano.

## Palmarès
- Coppa Italia: 1
A&S: 2018-19
- Supercoppa italiana: 1
A&S: 2018

### Competizioni giovanili
- Campionato italiano U18 di futsal: 1
Kaos: 2015-16
- Campionato italiano Under-21: 1
Kaos: 2015-16